# بيس (كورنوال)
بيس (بالإنجليزية: Bissoe)‏ هي قرية تقع في المملكة المتحدة في كورنوال.